# Collorgues
Collorgues é uma comuna francesa na região administrativa de Occitânia, no departamento de Gard. Estende-se por uma área de 9,27 km². Em 2010 a comuna tinha 632 habitantes (densidade: 68,2 hab./km²).